# Seznam uměleckých realizací ve veřejném prostoru v Letňanech
Seznam uměleckých realizací v Letňanech v Praze 18 obsahuje tvorbu výtvarných umělců umístěnou ve veřejném prostoru v katastrálním území Letňany. Seznam je řazen podle ulic a nemusí být úplný.

## Seznam uměleckých realizací
| Název                       | Fotografie                                                         | Lokace                                                     | Autor                           | Rok  | Popis                                          | Poznámka                                                               |
| --------------------------- | ------------------------------------------------------------------ | ---------------------------------------------------------- | ------------------------------- | ---- | ---------------------------------------------- | ---------------------------------------------------------------------- |
| Děti                        | Kategorie „Děti (Ladislav Janouch)“ na Wikimedia Commons           | Bechyňská 50°8′14,53″ s. š., 14°30′55,05″ v. d.            | Ladislav Janouch (*1944)        | 1990 | fontána, socha; umělý kámen, keramika, vápenec | před pobočkou České pošty                                              |
| Kniha šťastného mládí       | Kategorie „Kniha (Vlastimil Květenský)“ na Wikimedia Commons       | Dobratická 525 50°7′50,52″ s. š., 14°30′35,51″ v. d.       | Vlastimil Květenský (1930–1985) | 1981 | socha, glazovaná keramika                      | základní škola                                                         |
| Sedící dívka                |                                                                    | Fryčovická 462 50°8′14,93″ s. š., 14°30′24,29″ v. d.       | Jiří Dušek (*1921)              | 1981 | socha, pískovec                                | základní škola, atrium                                                 |
| Keramický reliéf            | Kategorie „Keramický reliéf (Václav Dolejš)“ na Wikimedia Commons  | Frýdecká 439 50°8′17,82″ s. š., 14°30′32,22″ v. d.         | Václav Dolejš (1925–2005)       | 1981 | reliéf, keramika                               | na fasádě domu                                                         |
| Beránek                     |                                                                    | Havířovská 476 50°8′4,55″ s. š., 14°30′28,3″ v. d.         | Josef Prokop                    | 2016 | socha, pískovec                                | mateřská škola, zahrada                                                |
| Člověk a slunce             |                                                                    | Lovosická 559 50°7′43,8″ s. š., 14°29′57,58″ v. d.         | neuveden                        |      | kov                                            | Sportovní hala, interiér Sídliště Prosek                               |
| Driblink (Míčový kouzelník) | Kategorie „Driblink (Zdeněk Němeček)“ na Wikimedia Commons         | Lovosická 559 50°7′42,72″ s. š., 14°29′57,25″ v. d.        | Zdeněk Němeček (1931–1989)      | 1983 | socha, bronz                                   | před sportovní halou Sídliště Prosek (Míčový kouzelník, Basketbalista) |
| Kohout                      |                                                                    | Příborská 514 50°7′54,4″ s. š., 14°30′33,19″ v. d.         | Jiří Černoch (1926–2013)        | 1981 | socha, šamot                                   | mateřská škola, zahrada                                                |
| Telátko                     |                                                                    | Příborská 514 50°7′54,51″ s. š., 14°30′33,63″ v. d.        | Jiří Černoch (1926–2013)        | 1981 | socha, šamot                                   | mateřská škola, zahrada                                                |
| Slůně                       |                                                                    | Příborská 514 50°7′54,52″ s. š., 14°30′31,29″ v. d.        | Vincenc Vingler (1911–1981)     | 1981 | socha, bronz                                   | mateřská škola, zahrada                                                |
| Reliéf Letňany (†)          | Kategorie „Relief from Rýmařovská 561“ na Wikimedia Commons        | Rýmařovská 561 50°8′9,56″ s. š., 14°30′37,27″ v. d.        | Lubomír Šilar (1932–2016)       | 1981 | reliéf, keramika                               | stěna Klubového domu, odstraněn před 09/2020 při rekonstrukci          |
| Název neznámý               |                                                                    | Rýmařovská 50°8′8,37″ s. š., 14°30′21,68″ v. d.            | Jan Drozda                      | 2011 | skulptura, pískovec                            | exteriér                                                               |
| Název neznámý               |                                                                    | Tupolevova/Havířovská 50°8′5,8″ s. š., 14°30′24,12″ v. d.  | Pavla Dudová                    | 2011 | skulptura, pískovec                            | prostor mezi Tupolevovou a Havířovskou                                 |
| Název neznámý               |                                                                    | Tupolevova/Havířovská 50°8′6,13″ s. š., 14°30′24,88″ v. d. | Michal Kavalík                  | 2011 | skulptura, pískovec                            | prostor mezi Tupolevovou a Havířovskou                                 |
| Název neznámý               |                                                                    | Tupolevova/Havířovská 50°8′4,87″ s. š., 14°30′25,36″ v. d. | Michal Kavalík                  | 2011 | skulptura, pískovec                            | prostor mezi Tupolevovou a Havířovskou                                 |
| Matka s děckem              | Kategorie „Matka s děckem (Jindřich Wielgus)“ na Wikimedia Commons | Třinecká 50°8′6,27″ s. š., 14°30′36,77″ v. d.              | Jindřich Wielgus (1910–1998)    | 1976 | socha, pískovec                                | exteriér                                                               |
| Ležící žena                 | Kategorie „Ležící žena (Jindřich Wielgus)“ na Wikimedia Commons    | Třinecká 50°8′6,72″ s. š., 14°30′36,79″ v. d.              | Jindřich Wielgus (1910–1998)    | 1976 | socha, pískovec                                | exteriér                                                               |
| Strom                       |                                                                    | Třinecká 672 50°8′7,03″ s. š., 14°30′36,58″ v. d.          | Marta Taberyová (1930–2019)     | 1976 | reliéf, keramika                               | vstupní hala obytného domu                                             |